# ویوی
ویوی (به فرانسوی: Viévy) یک کمون در فرانسه با جمعیت ۳۵۵ نفر است که در Canton of Arnay-le-Duc واقع شده‌است.